# 송 경공
송 경공(宋景公, ? ~ 기원전 453년)은 중국 춘추 시대의 인물로, 제28대 송공이다. 성은 자(子), 휘는 난(欒), 두란(兜欒), 두만(頭曼)이다.

## 생애
27대 송공 송 원공의 아들이다.
원공 10년(기원전 522년), 원공이 화씨와 상씨의 공격을 받아 원공과 화씨가 맹약을 맺으면서 아우 신(辰)과 지(地)와 함께 화씨에게 인질로 갔다. 그러나 원공이 화씨와 상씨의 인질들을 죽이자, 화해가 달아나면서 태자 난은 아우들과 함께 풀려났다.
원공 15년(기원전 517년), 원공이 죽으면서 송공이 됐다.
경공 11년(기원전 506년), 작년 채나라의 요청으로 패자 진나라가 초나라를 치기 위해 일으킨 제후연합군에 참여하고자 3월에 소릉의 회맹에 참여했다. 그러나 이 연합군은 채나라에 뇌물을 요구했다 받지 못한 진나라 경 중항인의 농간으로 무산됐고, 5월에 고유(皐鼬)에서 결맹하고 해산했다. 이 회맹의 결과로 진나라에 속한 제후들은 진나라에서 이탈하려는 마음을 품기 시작했다.
경공 13년(기원전 504년), 악기려(樂祁黎)가 진나라에 조현할 사자를 보내자고 진언하자 긍정하고는 악기려를 사자로 보냈는데, 악기려가 조간자(趙簡子)를 주인으로 삼자 범헌자(范獻子)가 노해 진후의 허락을 받고 악기려를 체포했다. 3년이 지나고 경공 15년(기원전 502년), 조앙과 범앙은 악기려를 풀어줘야 송나라가 진나라를 배반하지 않을지 풀어주면 배반할지를 놓고 다투었고, 악기려가 범앙의 허락만으로 송나라로 귀환하다 죽자 범앙은 인질이 없어져 송나라가 배반할 것을 우려해 악기려의 시신을 억류했다. 경공 16년(기원전 502년) 봄, 경공은 진나라와 맹약하고 악기려의 일족 악대심(樂大心)을 보내 악기려의 상구를 받아오도록 했으나, 악대심이 병을 칭탈하고 사절해 상소(向巢)를 보내 받아왔다. 악기려의 아들 악혼(樂溷)이 악대심에게 노를 품고 경공에게 악대심이 거짓말을 했다고 하자, 경공은 이듬해, 경공 16년(기원전 501년)에 악대심을 조나라로 쫓아냈다.
경공 28년(기원전 489년), 상소를 보내 조나라를 정벌했다. 경공 29년(기원전 488년), 송나라는 진나라 편에 아직 남아서 진나라를 20여년 전에 배반한 정나라를 황원(皇瑗)을 보내 공격했고, 또 조나라를 포위했다. 정나라는 송나라가 조나라를 격멸하는 것을 꺼려 조나라를 구원하고 송나라를 공격했다. 이 무렵 조나라의 임금 조백 양이 신임하는 사성(司城) 공손강의 패도(霸道)를 따라 진나라를 배반하고 송나라를 쳐 세력을 키웠다. 그 때문에 송나라가 조나라를 공격했을 때, 진나라는 조나라를 돕지 않았다. 경공 30년(기원전 487년), 송 경공은 주나라 달력으로 정월에 친히 조나라를 공격했고, 회군하다가 조나라가 송나라 군의 후미를 향해 매도하자 노하여 반격해 마침내 조나라를 멸망시켰다. 조나라는 송나라에 병탄되었고 조백 양과 공손강은 모두 송나라에서 살해되었다.
경공 31년(기원전 486년), 정나라 경 무자잉(武子賸)의 침입을 받아 옹구를 포위당했고, 황원이 2월에 옹구를 포위한 무자잉을 무찔렀다. 경공은 친히 복수에 나서 가을에 정나라를 쳤다.
경공 36년(기원전 481년), 총신 환퇴(桓魋)의 횡포를 견딜 수 없어 환퇴를 제거하고자 연회를 열고 그 자리에서 환퇴를 치고자 했다. 그러나 환퇴가 먼저 경공을 공격한 기회를 만들기 위해 자신의 영지 중 안읍(鞍邑)을 경공의 박읍(薄邑)과 교환하기를 청하자, 경공은 불허하고 일곱 읍을 보태줬다. 환퇴는 경공에게 연회를 열어 사례하겠다고 하고는 연회장에 무장병을 모았다. 경공은 이를 알고는 사마 자중(子仲)에게 협력을 구하니, 자중은 좌사의 도움을 받도록 권했는데, 당시 좌사는 환퇴의 형 상소(向巢)였다. 경공은 때를 헤아려 황야를 상소에게 보냈고, 황야가 상소에게 경공의 모략을 숨기고 불러오자 상소에게 자신의 뜻을 전했다. 상소가 두려워하자 상소의 안전을 맹세하고 황야와 상소에게 환씨를 공격하게 했다. 환퇴가 조읍(曹邑) - 경공 30년에 멸망시킨 옛 조나라 땅에 둔 읍 -으로 가서 모반하자, 6월에 상소에게 환퇴를 공격하게 했다. 그러나 상소는 환퇴를 공격하는 대신 환퇴에게 합류했고, 대부들도 조읍의 백성들도 이들을 따르지 않아 상퇴는 위나라로, 상소는 노나라로 달아났다. 경공은 맹약을 지키고자 상소를 불러들였으나, 상소는 환씨는 망해도 싸다며 거절했다. 환퇴의 아우 사마우도 봉읍과 병부와 인장을 반환하고 제나라로 망명했다.
경공 37년(기원전 480년), 형혹이 심(心)에 있었다. 심은 고대 중국의 별자리에서 송나라에 대응하는 천구의 구분[분야]이었으므로, 이 현상은 경공에게는 근심할 일이었다. 사성(司星) 자위(子韋)가 상(相)이나 민(民)이나 그 해의 수확[歲]에 재앙을 옮길 수 있다고 제안했으나, 경공은 이 각각을 모두 거부했다.
경공의 후계에는 《사기》와 《좌전》에 다른 기록이 있다. 《사기》에 따르면, 경공은 일찍이 원공의 작은아들 서진의 아들 공손규를 죽였는데, 공손규의 아들 특(特)이 이 일로 인해 경공에게 원망을 품어 경공이 죽자 경공의 태자를 죽이고 스스로 임금이 되었다. 《좌전》에 따르면, 경공은 아들이 없어서 공손주의 아들 득(得)과 계(啓)를 길렀으나 후사를 정하지는 않고 있었다. 한편 당시의 6경은 우사 황완(皇緩), 대사마 황비아(皇非我), 사도 황회(皇懷), 좌사 영불완(靈不緩), 사성 악패(樂茷), 대사구 악주서(樂朱鉏)였고, 경공의 대윤(大尹)은 총애를 받는 근신으로서 6경과 임금 사이의 출납을 맡았으나, 멋대로 군명을 자칭하고 명령을 내려 원한을 사고 있었다. 이해 겨울 10월에 경공이 공택에서 놀다가 신사일에 연중이라는 관사에서 죽자, 대윤은 경공의 죽음을 숨기고 6경을 불러들인 후 갑사들을 끼고 6경을 협박해 계를 군위에 세웠다. 그러나 3일 후 6경은 경공이 죽은 것을 알았고, 사병들에게 갑옷을 내주고 나라를 돌며 대윤의 죄상을 선포하고 사람들에게 자신들의 편에 들 것을 호소했다. 대윤도 대씨와 황씨를 반대하는 선전을 하고 지지를 호소했으나, 송나라 사람들이 대윤을 조롱해 대세는 결정되었다. 대씨와 황씨는 임금이 된 계를 공격하고자 했으나, 악득(樂得)이 임금을 치는 것만은 말리고 국인으로 하여금 대윤에게 극형을 베풀게 하니, 대윤은 계를 모시고 초나라로 달아나고 득이 임금으로 섰다.
경공의 재위 기간과 몰년은 《사기》 송미자세가에 경공 64년(기원전 453년), 6국연표에 경공 66년(기원전 451년)이라 하나, 《춘추좌씨전》에는 노 애공 26년(기원전 469년)에 경공이 죽었다고 한다. 여러 학자들은 좌전의 기록이 옳고, 사기가 틀렸다고 한다.